# Eddie Tolan
Thomas Edward "Eddie" Tolan (Denver, 29 de setembro de 1908 – Detroit, 30 de janeiro de 1967) foi um velocista e campeão olímpico norte-americano. Primeiro afro-americano a vencer os 100 m e os 200 m rasos nos Jogos Olímpicos, também quebrou os recordes mundiais das 100 jardas e dos 100 metros. Em toda sua carreira competiu em 300 provas e perdeu apenas sete.

## Início
Nascido no Colorado, um de quatro filhos, mudou-se para Salt Lake City e depois para Detroit, aos 15 anos, para onde seu pai levou a família em busca de melhores condições de emprego para negros. Fazendo o curso secundário na Cass Technical High School em Detroit, sobressaiu-se rapidamente no futebol americano e no atletismo, onde conquistou os recordes estaduais para as 100 e 220 jardas. Nos anos 20 ganhou vários títulos de provas de velocidade interescolares enquanto continua a jogar e a vencer no futebol americano, sua primeira opção esportiva.
Sondado por diversas universidades para seus times de futebol, escolheu cursar a Universidade de Michigan, mas acabou competindo por ela no atletismo, vencendo diversas corridas e igualando o recorde mundial das 100 jardas em maio de 1929 – 9s6 – quando foi chamado de "negro de Michigan" pelo Los Angeles Times. Chamava então a atenção da imprensa – que o apelidou de "Expresso da Meia-Noite" por sua cor –  e chamaria por toda sua carreira, o fato de que corria com os óculos pregados com esparadrapo à cabeça e mascando chicletes. Em 1930, quebrou o recorde das 100 jardas que tinha antes igualado, com 9s5. Duas semanas depois, em Vancouver, no Canadá, quebrou também o recorde dos 100 m rasos.
Suas vitórias e recordes em 1930 começaram a lhe dar fama internacional e em 1931 voltou a quebrar o recorde mundial dos 100 m, marcando 10s3, novamente em Vancouver, derrotando o campeão olímpico do revezamento 4x100 m em Amsterdã 1928, Frank Wykoff.
Classificou-se para o Jogos de Los Angeles 1932 ao chegar em segundo lugar nos 100 m e nos 200 m, atrás de Ralph Metcalfe, nas seletivas realizadas na Universidade de Stanford. Isto significava que pela primeira vez os dois principais velocistas dos Estados Unidos nos Jogos vindouros eram negros, o que atraiu grande atenção da imprensa especializada. 

## Los Angeles 1932
A prova dos 100 m rasos em Los Angeles foi a mais disputada da história dos Jogos Olímpicos. Tolan quebrou o recorde olímpico da distância nas eliminatórias, mas Metcalfe, que o havia derrotado nas seletivas, continuava como favorito ao ouro. Na final, o japonês Takayoshi Yoshioka passou os 40 m na frente, sendo alcançado por Nolan nos 60 m , que disparou para a fita de chegada, com um vantagem de um metro para Meltcalfe em segundo a dez metros do fim.; num último esforço, Metcalfe jogou-se à frente, igualou-se a Tolan e cruzaram juntos, com o primeiro dando a impressão de ter vencido. Apenas horas mais tarde, depois de analisarem longamente as fotos e o filme da chegada, os diretores da prova anunciaram a vitória de Tolan; os dois chegaram empatados com o mesmo tempo – 10s38 – mas as imagens mostravam o dorso de Tolan cruzando a linha um átimo antes de Metcalfe. O jornalista esportivo Max Stiles descreveu assim a corrida:
"Com suas poderosas pernas agitando-se descontroladamente, Metcalfe varreu o pequeno Tolan de sua frente como um anjo vingador tomado de fúria. Nolan, com seu joelho esquerdo envolvido em bandagem e seus óculos presos à cabeça por esparadrapo perto das orelhas, forçava uma última passada no esforço desesperado de se manter na liderança. Em cima da fita, Metcalfe passou por ele, livrando meio metro à frente assim que a fita foi cruzada. Quase todo mundo pensou que Metcalfe havia vencido".
A vitória na prova dos 200 m dias depois veio de maneira mais fácil. Tolan a venceu em 21s2, novo recorde olímpico e quatro décimos mais rápido que o anterior; ele deu uma ligeira tropeçada faltando três metros para a chegada mas manteve o equilíbrio e cruzou 1,5 m na frente do também americano George Simpson, com Metcalfe ficando com o bronze. Depois das duas conquistas, foi chamado pela imprensa de "o homem mais rápido mundo", o primeiro afro-americano com este título. Tolan era o terceiro atleta da Universidade de Michigan a vencer os 100 e os 200 m numa mesma Olimpíada, depois de Ralph Craig e Archie Hahn. 
De volta à Detroit após os Jogos, ele foi recepcionado pelo prefeito Frank Murphy numa cerimônia na estação de trem e o governador do estado de Michigan, Wilber Brucker, declarou o dia 6 de setembro de 1932 o "Dia de Eddie Tolan" em todo o estado.

## Vida posterior
Menos de seis meses depois da glória nos Jogos e o título de "homem mais rápido do mundo', a vida de Tolan começou a enfrentar momentos difíceis, como a de todo negro nos Estados Unidos da época. Quando foi recebido em festa na estação de trem após as conquistas de Los Angeles, ele declarou que ao mesmo tempo em que era homenageado seu meio-irmão colhia lixo na grama do parque em frente à estação: "Pelo menos ele tem mais sorte do que eu, ele tem um emprego". Seus pais e irmãos também estavam desempregados há tempos e só em janeiro de 1933 ele conseguiu um emprego mal remunerado de arquivista num escritório do condado. Desesperado para conseguir um meio decente de vida, Tolan procurou emprego em várias cidades. Chegou a fazer um show de vaudeville com Bill Robinson, conhecido artista negro do sapateado. Por causa desses shows, a Associação Atlética Amadora lhe retirou o status de atleta amador em junho de 1933. E em abril de 1934 sua má sorte continuou, quando o automóvel que dirigia bateu e machucou um pedestre de 84 anos.
Com seu título de amador cassado, em novembro de 1934 conseguiu uma licença em seu emprego de arquivista e foi para a Austrália competir em provas de velocidade do torneio local profissional, uma série de cinco provas. Retornou aos EUA em 1935 tendo quebrado o recorde australiano das 220 jardas e depois de ter vencido provas entre as 75 jardas e os 200 metros no Campeonato Mundial Profissional de Velocidade, o primeiro atleta a vencer tanto campeonatos amadores quanto profissionais.
De volta da Austrália, Tolan teve vários empregos nos anos 40 e 50 e em 1956 tornou-se professor de educação física numa escola de ensino básico de Detroit, onde trabalhou por vários anos. Sem nunca ter se casado, em 1965 teve um problema nos rins que o obrigaram a fazer diálise pelos últimos anos de vida; em 1967, morreu aos 58 anos de um ataque cardíaco, quando fazia um destes tratamentos.
"Quando eu estava no 2º grau, Eddie e Ralph (Metcalfe) eram os meus ídolos. Eddie e eu nos tornamos grandes amigos mais tarde. Sempre que eu ia a Detroit ele era um dos primeiros que eu procurava." – Jesse Owens 